# Abierto de Estados Unidos 1968
El Abierto de Estados Unidos 1968 es un torneo de tenis disputado en superficie dura, siendo el cuarto y último torneo del Grand Slam del año.

## Finales

### Senior

#### Individuales masculinos[1]
Arthur Ashe vence a  Tom Okker, 14-12, 5-7, 6-3, 3-6, 6-3

#### Individuales femeninos[2]
Virginia Wade vence a  Billie Jean King, 6-4, 6-2

#### Dobles masculinos[3]
Bob Lutz /  Stan Smith vencen a  Arthur Ashe /  Andrés Gimeno, 11-9, 6-1, 7-5

#### Dobles femeninos[4]
Maria Bueno /  Margaret Court vencen a  Rosemary Casals /  Billie Jean King, 4-6, 9-7, 8-6

#### Dobles mixto[5]
Mary-Ann Eisel /  Peter Curtis vencen a  Tory Fretz /  Gerry Perry, 6-4, 7-5

### Junior[6]

#### Individuales masculinos
El torneo comenzó en 1973

#### Individuales femeninos
El torneo comenzó en 1974

#### Dobles masculinos
El torneo comenzó en 1982

#### Dobles femeninos
El torneo comenzó en 1982